# 春日山神社
春日山神社（かすがやまじんじゃ）は、新潟県上越市の春日山山腹にある神社。

## 祭神
山形県米沢市の上杉神社より分霊された上杉謙信命を祀る。

## 由緒
明治20年（1887年）、祭神の遺徳を慕う旧高田藩士小川澄晴（童話作家小川未明の父）が発起し、前島密らの援助を受けて同34年（1901年）に創祀された。

## 社殿
本殿は神明造である。

## 境内
境内にある宝物館には上杉謙信や小川未明に関する資料が展示され、正月には初詣や二年参りなどの大勢の参拝客で賑わう。
先述のとおり小川未明の父・澄晴を中心に創建され、小川未明は15歳頃から20歳頃まで春日山神社境内の住居に住んでいた。1956年（昭和31年）11月17日、春日山神社境内に小川未明の詩碑が建てられ除幕式が行われた。
彫刻家の滝川毘堂が春日山城跡中腹に立つ上杉謙信像の制作時にひな型として製作された像のうち一体が春日山旅館にあったが、同旅館は2022年に閉館したため春日山神社に寄贈された。

## 雑記
新潟県糸魚川市にある落水城の城址には、春日山神社より勧請した祠が建立されている。